# Schloss-Spiele Kobersdorf
Die Schloss-Spiele Kobersdorf finden im Schloss Kobersdorf im Burgenland alljährlich im Juli und Anfang August statt.
Die Schloss-Spiele wurden auf Initiative der Gemeinde Kobersdorf im Jahr 1972 ins Leben gerufen. Aufzeichnungen zufolge wurden auch zu Beginn des 20. Jahrhunderts Theateraufführungen durchgeführt. Mit den Spielen, die zwischen Seefestspielen Mörbisch und den Burgspielen Forchtenstein stattfanden, sollte der Fremdenverkehr belebt werden.
Bis 1987 wurde in verschiedene Richtungen experimentiert. Erst ab 1988 standen die Schloss-Spiele unter der Intendanz von Rudolf Buczolich. Das Ziel waren Aufführungen von unterhaltsamen, aber auch nachdenklichen Komödien.
Seit 2004 ist Wolfgang Böck künstlerischer Leiter der Schloss-Spiele Kobersdorf.
Im November 2006 legte nach elfjähriger Tätigkeit der Geschäftsführer Josef Wiedenhofer seine Funktion aus privaten Gründen zurück, Wolfgang Kuzmits folgte nach. In der Saison 2007 wurde Der Floh im Ohr von Georges Feydeau aufgeführt, und das Unternehmen konnte mit einer 99-prozentigen Auslastung an insgesamt achtzehn geplanten Aufführungstagen und drei Zusatzvorstellungen einen neuen Besucherrekord von 17.559 verzeichnen. Jedes Jahr werden auch Sondervorstellungen für Oldtimer-Fahrer und Biker abgehalten, in den Jahren 2004 bis 2008 gab es pro Spielsaison eine Vorstellung für den SV Mattersburg.
Seit Herbst 2013 leitet Thomas Mersich die Geschäfte der Schloss-Spiele. Die durchschnittliche Gesamtauslastung der letzten 16 Spielsaisonen liegt bei 96,2 Prozent.
2020 wurde die Veranstaltung aufgrund der COVID-19-Pandemie abgesagt.
Im 50. Jubiläumsjahr der Schloss-Spiele Kobersdorf 2022 stand Der Bockerer von Peter Preses und Ulrich Becher am Spielplan.

## Aufgeführte Stücke
- 1988 Johann Nestroy – Der Zerrissene
- 1989 Carlo Goldoni – Krach in Chiozza
- 1990 Johann Nestroy – Lumpazivagabundus
- 1991 William Shakespeare – Was ihr wollt
- 1992 Alexandre Dumas – Die drei Musketiere
- 1993 William Shakespeare – Ein Sommernachtstraum
- 1994 Bert Brecht, Kurt Weill – Die Dreigroschenoper
- 1995 Heinrich von Kleist – Der zerbrochne Krug
- 1996 Ferdinand Raimund – Der Verschwender
- 1996 Wilhelm Reich – Rede an den kleinen Mann
- 1997 William Shakespeare – Der Widerspenstigen Zähmung
- 1998 Lope de Vega – Der Ritter vom Mirakel
- 1999 Johann Nestroy – Der Talisman
- 2000 Ferdinand Raimund – Der Bauer als Millionär
- 2001 Molière – Der Bürger als Edelmann
- 2002 Johann Nestroy – Einen Jux will er sich machen
- 2003 William Shakespeare – Die Komödie der Irrungen
- 2004 Johann Nestroy – Lumpazivagabundus
- 2005 Ferenc Molnár – Liliom
- 2006 Bertolt Brecht/Kurt Weill – Die Dreigroschenoper
- 2007 Georges Feydeau – Floh im Ohr
- 2008 Johann Nestroy – Zu ebener Erde und erster Stock
- 2009 Michael Korth – Uraufführung Der Kopf des Joseph Haydn
- 2010 William Shakespeare – Ein Sommernachtstraum
- 2011 Molière – Der eingebildete Kranke
- 2012 William Shakespeare – Was ihr wollt
- 2013 Georges Feydeau – Die Dame vom Maxim
- 2014 Johann Nestroy – Der Zerrissene
- 2015 Eugène Labiche – Der Preis des Monsieur Martin (Le Prix Martin)
- 2016 Ken Ludwig – Otello darf nicht platzen
- 2017 Heinrich von Kleist – Der zerbrochne Krug
- 2018 Joseph Kesselring – Arsen und Spitzenhäubchen
- 2019 Johann Nestroy – Das Mädl aus der Vorstadt
- 2020 aufgrund der COVID-19-Pandemie abgesagt[1]
- 2021 Ray Cooney – Außer Kontrolle[2]
- 2022 Peter Preses & Ulrich Becher – Der Bockerer[3]
- 2023 Ferdinand Raimund – Der Alpenkönig und der Menschenfeind
- 2024 Peter Turrini (frei nach Goldoni) – Der Diener zweier Herren[4]
- 2025 Ödön von Horváth – Geschichten aus dem Wienerwald[5]